# Parvinatator wapitiensis
Il parvinatator (Parvinatator wapitiensis) è un rettile marino estinto, appartenente agli ittiosauri. Visse nel Triassico inferiore (circa 248 milioni di anni fa) e i suoi resti fossili sono stati ritrovati in Canada.

## Descrizione
Questo animale era di dimensioni molto piccole, e non doveva superare il metro di lunghezza. È noto per un esemplare incompleto con tanto di cranio e per una pinna anteriore isolata. I fossili sono sufficienti a ricostruire l'animale: doveva essere un piccolo ittiosauro dotato di un cranio piuttosto alto e dal rostro corto e sottile, munito di denti aguzzi, conici e di forma eguale fra loro. La mandibola era insolitamente alta rispetto a quella di altre forme simili, come Utatsusaurus. Il processo quadrato del quadratojugale era molto lungo e sottile, così come il processo postorbitale dello jugale.

## Classificazione
Parvinatator wapitiensis è stato descritto per la prima volta nel 1995, sulla base di resti fossili ritrovati nella Sulphur Formation nella zona di Wapiti Lake (Columbia Britannica, Canada). Parvinatator è considerato uno degli ittiosauri più primitivi, affine a Utatsusaurus. Questi due generi sono considerati talmente primitivi da non essere ritenuti nemmeno veri ittiosauri, ma ittiotterigi basali (Cuthbertson et al., 2013).